# Петухово (Бабушкінський район)
Петухо́во (рос. Петухово) — присілок у складі Бабушкінського району Вологодської області, Росія. Входить до складу Міньковського сільського поселення.

## Населення
Населення — 25 осіб (2010; 40 у 2002).
Національний склад (станом на 2002 рік):
- росіяни — 100 %